# ソドム (ファイナルファイト)
ソドム（Sodom）は、カプコンのベルトスクロールアクションゲーム『ファイナルファイト』、および対戦型格闘ゲーム『ストリートファイターZERO』シリーズに登場する架空の人物。
本項では『ストリートファイターZERO』（以下『ZERO』と表記）シリーズのソドムを基本として記述する。

## キャラクターの設定
犯罪組織マッドギアの元幹部で、日本かぶれのアメリカ人。日本の兜を被り面頬をつけて素顔を隠し、上半身には「死」と「心」を合わせたような間違った漢字が書かれたアメリカンフットボールの防具を付けている。下半身はジーンズに足袋、草鞋履き姿。
『ZERO』シリーズでは登場する時には三度笠と合羽を被っており、対戦前にそれを脱ぎ捨てる。また、勝利ポーズでは十手を回したり扇子を取り出して芸をすることがある。
マッドギア崩壊後、自らのジャパニズムが間違っていることに気付き、それを見直すべく日本に渡る。飛騨の禅寺で修行を積み、それまで武器としていたカタナを十手に変え、「ジャパニーズ・マーシャルアーツ」なる格闘技と「ワビサビ・マインド」を習得。さらなるジャパニズムの追求と、真の理想である新生魔奴義亜（マッドギア）創立のために活動を開始する。
『ZERO2』のエンディングでは、強い格闘家と目する「スモウレスラー」を組織にスカウトするため日本の国技館を訪れる。大相撲の取組に乱入し、エドモンド本田と対戦している。
『ZERO3』においては、ロレントが行うはずだったシャドルー基地占拠作戦を聞き、基地をそのまま新生マッドギアのアジトとして乗っ取ることを思い付く。同作品のソドムのエンディングでは、ベガのサイコパワーによって起動し、ベガの傷を治す「サイコドライブ」の力によりほとんど無敵状態となったベガに対し「イッセ・イチダイノBIGショウブ」と称し、「カミカゼアタック」を敢行。自身の所有する大型トラックをベガの基地に激突させ、サイコドライブを破壊してベガを倒し、そのまま爆発に巻き込まれ生死不明となる。これを見たナッシュと春麗はソドムを「本物のサムライ」と評し、ロレントは彼の生存を信じた。
『ウルトラストリートファイターIV』ではソドム本人は参戦しないものの、追加ステージの「Mad Gear Hideout」の2ラウンド以降に姿を見せたり、ポイズンのオープニングにて犯罪行為から足を洗って焼き鳥屋を始めたと噂されていることが語られている。
『ZERO』シリーズのプロデューサーである船水紀孝は「『ファイナルファイト』（以下『FF』と表記）のソドムにカッコいいイメージを持っていたが、『ZERO』で十手を持たせた以後はどんどんお笑いキャラクターになっていった」と語っている。

### 人物
とにかく日本および日本の文化が大好き。リチャード・チェンバレン主演のテレビドラマ『将軍』を見て感動したのをきっかけに、日本文化に傾倒する。本人は真摯に日本文化を理解しようとしているが、思い込みが激しく勘違いしているところが多い。ただし上述のようにマッドギア壊滅後にジャパニズムの間違いを認め、実際に日本に渡って修行していたなど、理解への努力は怠っていない。
シナリオデモなどの台詞のほとんどが、カタカナと英文が交じった独特のもの。ただし下記の勝利メッセージとは違い、意味は理解できるようになっている。面識のあるガイとは特に問題なく会話しているが、英会話が得意な春日野さくらは「言葉がわからない」と困惑していた。
嫌いなものに「ガイ」とあるのは、彼から「日本文化を誤解している」と指摘されたためであり、マッドギアを壊滅させられたことに対しての恨みではない。ニホン通として絶対のプライドを持っているソドムにとって、この指摘は相当な屈辱だったようで『ZERO』および『ZERO2』ではガイが最終ボスとなっている。
悪の組織の幹部であった身だが、基本的には「ブシドー・スピリッツ」に則った正々堂々とした戦いを信条としており、根っからの悪人ではない。同組織の幹部仲間であり勝利のためにはどんな卑怯な策も辞さないロレントとは対極の信条であるが、そのロレントとは『ZERO』シリーズにて互いにそれぞれの理想を理解して応援しあっている。
事故により廃墟となったマンハッタンビルの49階に、自ら購入したジャパニーズグッズ（中には盗品もある）を大量に置くなど、勝手に利用している。『ZERO3』ではこの部屋がホームステージ。また、歌舞伎役者を西洋風にアレンジしたペイントを施した大型トラックを所有（日本版と日本国外版でデザインが異なる）。このトラックは『ZERO2』のホームステージと『ZERO3』のエンディングに登場する。
中平正彦の漫画『ストリートファイターZERO』においては素顔を見られたくないらしく、春麗とキラービーに面頬を割られ戦意を喪失している。『ZERO』の公式イラストや『ファイナルファイトリベンジ』のエンディングでも、防具を脱いでくつろぐ姿が描かれているが、兜はかぶったままだった。また、『ZERO2』の自身のエンディングにおいて相撲の取り組みに乱入した際も防具を脱いで回しを着用しているが、兜をかぶったままである。

### 勝利メッセージ
ソドムの勝利メッセージは、日本語の韻をそのまま英単語の羅列に置き換えたもの。例えば「NIP ON DIE SKI!（訳：嫌いじゃねぇよアンタ）」は「日本大好き」、「GOTS AND DEATH!（訳：まぁまぁ、よかったぜ!）」は「ごっつぁんです」と読むことができる。ゆえに、そのままでは英文として読めず、注釈としてついている日本語も意味を成していない。これらの勝ちゼリフは、俗にソドム語とも呼ばれている。

## 『ファイナルファイト』でのソドム
ステージ2のボスとして登場。マッドギアの幹部でありながら地下プロレスを主催するプロモーターでもあり、自身も度々そのリングに上がり無敗を誇っていた。両手に日本刀マサムネ（媒体によっては妖刀ムラマサとも紹介される）を持ちながら戦う姿は「ショウグン」と呼ばれ恐れられていたという。
手に持つ日本刀は攻撃を受けると落とす。この刀は通常の日本刀と違い、落ちても消滅しない。また、打撃に対して非常に強い耐性を持っており、掴み技もしくは武器攻撃を使わないとまともなダメージを与えられない。しかし迂闊に掴みに行こうとすれば、強力な斬撃や非常に攻撃判定の広い突進技「変位抜刀霞斬り」が来ることになる。さらに日本刀を落として素手になっても、パンチで殴りつけるか攻撃判定の強いショルダータックルを仕掛けてくる。いわゆるパターンを見つけなければノーダメージで勝つことが難しいボスであり、初心者キラーとして恐れられた。
1人プレイ専用のスーパーファミコン版や『ファイナルファイト・ガイ』、『マイティファイナルファイト』でもアーケード版と同様に二刀流で攻撃してくる。
欧米の一部の移植版『FF』およびSNES版『ストリートファイターZERO2』では、彼の名前が旧約聖書の罪悪都市ソドムという悪い意味に繋がるため、「Katana（カタナ）」と改名されている。アーケード版では名前の変更はされていない。
『マイティファイナルファイト』ではソドムは3兄弟の末っ子であり、同作品にはソドムの次兄がステージ4のボスで登場し、長兄もステージ5の中ボスとして出てくる。

## ゲーム上の特徴
「ジャパニーズ・マーシャルアーツ」の名の通り、日本の格闘技とマーシャルアーツを融合させたような技を使う。重量級であるために歩行速度はやや遅いが、ジャンプの軌道が低く滞空時間は短いため、相手の対空技で落とされにくい。また両手に持った十手のためリーチが長く、コマンド投げの必殺技も使える、打撃と投げの脅威を前面に押し出したキャラクターである。
『ZERO3』でX-ISMを選択すると『FF』時代のように武器が刀になるが、攻撃判定やリーチの変化はない。『ファイナルファイトリベンジ』は『ZERO3』のX-ISMと同様に刀を持っている。

## 技の解説
技名のほとんどが日本語に由来する。技名に「地獄」、「仏滅」、「大凶」などの縁起の悪い言葉（アンラッキー・ワード）が入っている。これは「忌み嫌われる言葉を浴びせることによって、相手に精神的なダメージを与える」というソドムの勘違いを体現している。

### 通常技
ジャンプ状態の垂斜の区別はない。
| 操作     | 立ち（近距離）                | 立ち（遠距離）                                | しゃがみ                         | ジャンプ                                        |
| -------- | ----------------------------- | --------------------------------------------- | -------------------------------- | ----------------------------------------------- |
| 弱パンチ | 十手払い(HAT!)                | 十手払い(HAT!)                                | 十手払い(HEART!)                 | 下段十手払い(TO ARE!)                           |
| 中パンチ | サムライパンチ(TO REAR!)(※1)  | サムライパンチ(TO REAR!)(※1)                  | アッパー十手払い(EIGHT SIR!)     | 下段十手払い(CHEST OH!)(※2) / 拝み十手付き(※3)  |
| 強パンチ | 顔面十手砕き(TO DO MAY!)      | 顔面十手砕き(TO DO MAY!)(※2) / 二十手刺し(※3) | サムライアッパー(MAD A MADAM!)   | 二十手雪崩落とし(DO COIN SHOW!)                 |
| 弱キック | ローキック(YEAR!)             | ローキック(YEAR!)                             | 足払い(DATE!)(※2) / スネ蹴り(※3) | ソドムキック(SAY YEAR!)                         |
| 中キック | ミドルキック(ALL ARE!)        | ミドルキック(ALL ARE!)                        | 足払い(CHASER!)                  | ソドムキック(DO DART!)(※2) / サムライキック(※3) |
| 強キック | ブシドーキック(IT COOL ZONE!) | ブシドーキック(IT COOL ZONE!)                 | スライディング(BUT ON BAY!)      | カミカゼキック(IT PARTS!)                       |

※1 『ZERO3』での近距離版も同名だが、新たにモーションが追加されている。
※2 『ZERO2 ALPHA』まで。
※3 『ZERO3』以降。

### 特殊技
後転移動起き上がり
ダウン回避は『ZERO』シリーズのシステムとして存在するが、この動作はソドムだけが使用できる。相手の攻撃を受けて吹き飛んでいる最中にコマンドを入力すると、後方に転がってから立ち上がる。
挑発
その場でお辞儀をする。『ZERO2』以降は攻撃判定が付くようになった。しゃがみガード可能。

### 投げ技
ショウグンスルー
相手を素早く掴んで、前方へ放り投げる。初代『ZERO』では攻撃ボタンのパンチ・キックを問わず、同一の投げが出る。
ダイミョウスルー
『ZERO2』にて追加されたキックボタンの通常投げ。見た目はパンチボタン投げの「ショウグンスルー」と同様だが、相手を低く投げる。この技単体のダメージは非常に小さいが、投げた直後に別の技による追撃が可能である。
ダイキョウスルー
『ZERO3』にて追加された空中投げ。空中の相手を捕えて高く持ち上げ、そのまま地面に叩き付ける。

### 必殺技
ジゴクスクレイプ / ジゴクスクレイパー
滑るように前進しながら、手にした十手を振り払う。『ZERO』のみ、弱で出すと2段ヒットする。弱はガードされても反撃を受けづらく、強は隙が大きいがヒットさせれば相手がダウンする。『ZERO2』以降は入力コマンドが変更された。
『ファイナルファイトリベンジ』での名称は「ジゴクスクレイパー」。
ブツメツバスター
小さく飛び掛かって相手を掴み、飛び上がって地面に叩き付ける。有効間合いは技の威力に反比例して弱・中・強の順に狭くなる。シリーズが進むにつれて投げ間合いは狭くなり、相手を掴めなかったときの隙も大きくなった。
ダイキョウバーニング
打撃系の投げ技。十手を構えて突進し、地上でヒットすると相手を掴み、画面端まで引きずり摩擦熱で燃やす。『ZERO2』までは十手に食らい判定がなく、突進中の攻撃判定もそれなりに強い。相手に当たらない限り一定距離を突進するため、突進の終わり際をガードさせれば隙は少なくなる。
シラハキャッチ
『ZERO2』にて追加。相手の攻撃を受け流して反撃に転じるカウンター技（いわゆる当て身投げ属性）。受け止めることができる攻撃は、しゃがみガード不可の中段攻撃とジャンプ攻撃のみ。地上からの中段攻撃に対しては大きい受け止め判定を持つが、ジャンプ攻撃に対する受け止め判定は非常に小さい。『ZERO2』では、この技のモーション中に攻撃を受けた場合はカウンターダメージとして通常の1.5倍のダメージを受ける。
ヤグラリバース
『ZERO3』にて追加。宙返りして十手を地面に突き刺し、相手の下段攻撃をかわしながら攻撃。
テングウォーキング
通常の受け身の代わりに行う技。十手を地面に突き刺しながら前進する。厳密には「攻撃能力を持つダウン回避技」であるが、必殺技扱いのため、ガードされた際に体力を削る効果を持つ。

### スーパーコンボ
メイドノミヤゲ
「ジゴクスクレイプ」を連発する突進技。レベル3は最後にジャンプ強パンチと同様のモーションで十手を振り下ろす。
テンチュウサツ
「ブツメツバスター」を連続で繰り出す投げ技。技に設定されている無敵時間はレベルを問わず、画面暗転の直後までと非常に短い。レベル3は最後に「ダイキョウバーニング」のように地面を擦って相手を燃やす。

### その他の技
デンカノホートー!
『鬼武者Soul』でのソドムの固有技。自身の攻撃力とクリティカル効果を上昇する効果を持つ。

## ソドムにまつわる怪現象
初代『ZERO』でのソドムの立ち強キックは、攻撃判定が存在する時にガード不能になる一定の時間帯が存在する。この現象は登場キャラクター全員に対して適用されるため、ソドムが相手を転ばせてからその起き上がりにタイミング良く立ち強キックを重ねることで一方的に攻撃を与えられる。
『ZERO2』では、オリジナルコンボを発動した相手の攻撃に対して「シラハキャッチ」を決めてダウンさせると、起き上がった相手が強制前進を行い、相手のオリジナルコンボの効果が半永久的に持続する現象が起こる。この現象は相手が攻撃を食らうか、そのラウンドが終了するまで続く。

## 担当声優
- 高木渉（『ストリートファイターZERO』シリーズ）
- 布目貞雄（『ストリートファイターZERO - THE ANIMATION - 』）

## その他の登場作品
『アドベンチャークイズ カプコンワールド2』
敵キャラクターとして登場する。
『ポケットファイター』
スキー場ステージと中華街ステージの背景に登場する。
『SNK VS. CAPCOM 激突カードファイターズ』全シリーズ（トレーディングカードゲーム版も含む）
個別キャラクターカードが存在する。
『SNK VS. CAPCOM SVC CHAOS』
春麗のエンディングに登場する。
『鬼武者Soul』
イベントでダムド、ポイズンと共に登場する。武将としても使用可能。

## 関連人物
- ロレント - 元・同僚
- ガイ - ライバル視している
- コーディー - 敵対者
- マイク・ハガー - 敵対者
- エドモンド本田 - 自分の仲間にスカウトしたい格闘家